# Monte Cagno e Colle Pratoguerra
Monte Cagno e Colle Pratoguerra este o arie protejată (arie specială de conservare — SAC, sit de importanță comunitară — SCI) din Italia întinsă pe o suprafață de 343 ha, integral pe uscat.

## Localizare
Centrul sitului Monte Cagno e Colle Pratoguerra este situat la coordonatele 42°28′09″N 13°07′01″E / 42.469167°N 13.116944°E.

## Înființare
Situl Monte Cagno e Colle Pratoguerra a fost declarat sit de importanță comunitară în decembrie 1995 pentru a proteja 5 specii de animale. Situl a fost protejat și ca arie specială de conservare în decembrie 2016.

## Biodiversitate
Situată în ecoregiunea mediteraneană, aria protejată conține 2 habitate naturale: Formațiuni de Juniperus communis pe lande sau pajiști calcaroase, Pajiști uscate seminaturale și facies de acoperire cu tufișuri pe substraturi calcaroase (Festuco-Brometalia) (* situri importante pentru orhidee).
La baza desemnării sitului se află mai multe specii protejate:
- păsări (2): fâsă-de-câmp (Anthus campestris), ciocănitoare cu spate alb (Dendrocopos leucotos)
- nevertebrate (3): fluturele auriu (Euphydryas aurinia), Euplagia quadripunctaria, Rosalia alpina

Pe lângă speciile protejate, pe teritoriul sitului au mai fost identificate 8 specii de plante.